# اچ‌ام‌اس ام۱
اچ‌ام‌اس ام۱ (به انگلیسی: HMS M1) یک زیردریایی بود که طول آن ۲۹۵ فوت ۹ اینچ (۹۰٫۱۴ متر) بود. این زیردریایی در سال ۱۹۱۷ ساخته شد.